# Adriana Barrios
Adriana Barrios (16 de diciembre de 1969, Caracas, Venezuela), es una artista de medios mixtos venezolana inspirada en lo religioso y lo divino. Fue miembro fundador del Proyecto TLM1 Laboratorio Telemático en Caracas

## Vida y obra
Artista de medios mixtos. Hija de Fidel Barrios y Angélica Mendoza. Estudió diseño gráfico en el Instituto de Diseño Perera (1989-1992). Realizó cursos libres de pintura en la Escuela Cristóbal Rojas en 1986, hasta 1987. Posteriormente asistió a talleres de dibujo, pintura y fotografía con Susana Amundaraín, Nancy Bush, María Eugenia Manrique y Édgar Moreno en el Instituto Federico Brandt (1991-1996). 
Ha participado en numerosas muestras colectivas como la VI y VII Bienal de Dibujo (MAVAO, 1992 y 1994), "Happening extremo II" (Espacio alternativo II, Teatro Teresa Carreño, Caracas, 1997), III, IV y V Salón Pirelli (1997,1999,2000), Salón Pepsi (Museo Cruz-Diez, 1999), "Operación Reverón" (Museo Cruz-Diez, 2000); "Videohábitats" (MBA, 2000), IV Bienal Barro de América (CAMLB, 2001), "Latin-Art Digital Diaspora Studio Soto" (Boston, Massachusetts, 2003) y "Primer mes de la fotografía", (Centro Comercial San Ignacio, Caracas, 2003), entre otras.
Fue miembro fundador del Proyecto TLM1 Laboratorio Telemático (Caracas, 2002) y ha sido merecedora de la beca-programa de intercambio de residencias artísticas que otorga el Gobierno de México (2002). La obra de Adriana Barrios se inspira en lo religioso y lo divino, especialmente en el santoral criollo, para confeccionar lo que ella llama "trajes de fe": Atuendos que buscan conectar con lo sagrado a quien los use. 
Imágenes como las de José Gregorio Hernández, el Sagrado Corazón de Jesús y la Virgen María, son estampadas en carteras, blusas y minifaldas. Generalmente utiliza el plástico para forrar sus piezas con el fin de conseguir formas transparentes y brillantes. Según la artista, "la transparencia es la capacidad de ver a través de la gente y de penetrar en ella, para vislumbrar qué contiene, además de ser un símbolo de contemporaneidad" (2004).
Para María Luz Cárdenas, "Adriana Barrios propone otras conexiones con los procesos religiosos y la manera de afrontar la fe: una percepción cultural de la fe como mercancía: Lo externo, el traje funciona como mercancía de satisfacción y sustitución de los problemas con la fe y, a la vez, como escudo de protección" (1998, p. 45).

## Exposiciones Individuales
- 1992 "Pasteles en la Paninoteka", La Paninoteka, Caracas.
- 1999 "Encuentros", Librería Monte Ávila, Teatro Teresa Carreño, Caracas.
- 2002 "Zumake 0.1", Iglesia de la Conchita, Coyoacán, México.
- 2003 "Cruz de Palma", Ateneo de Los Teques.
- 2023 "Tiempos de sueño", Centro Cultural UCAB.